# Albert Dubler

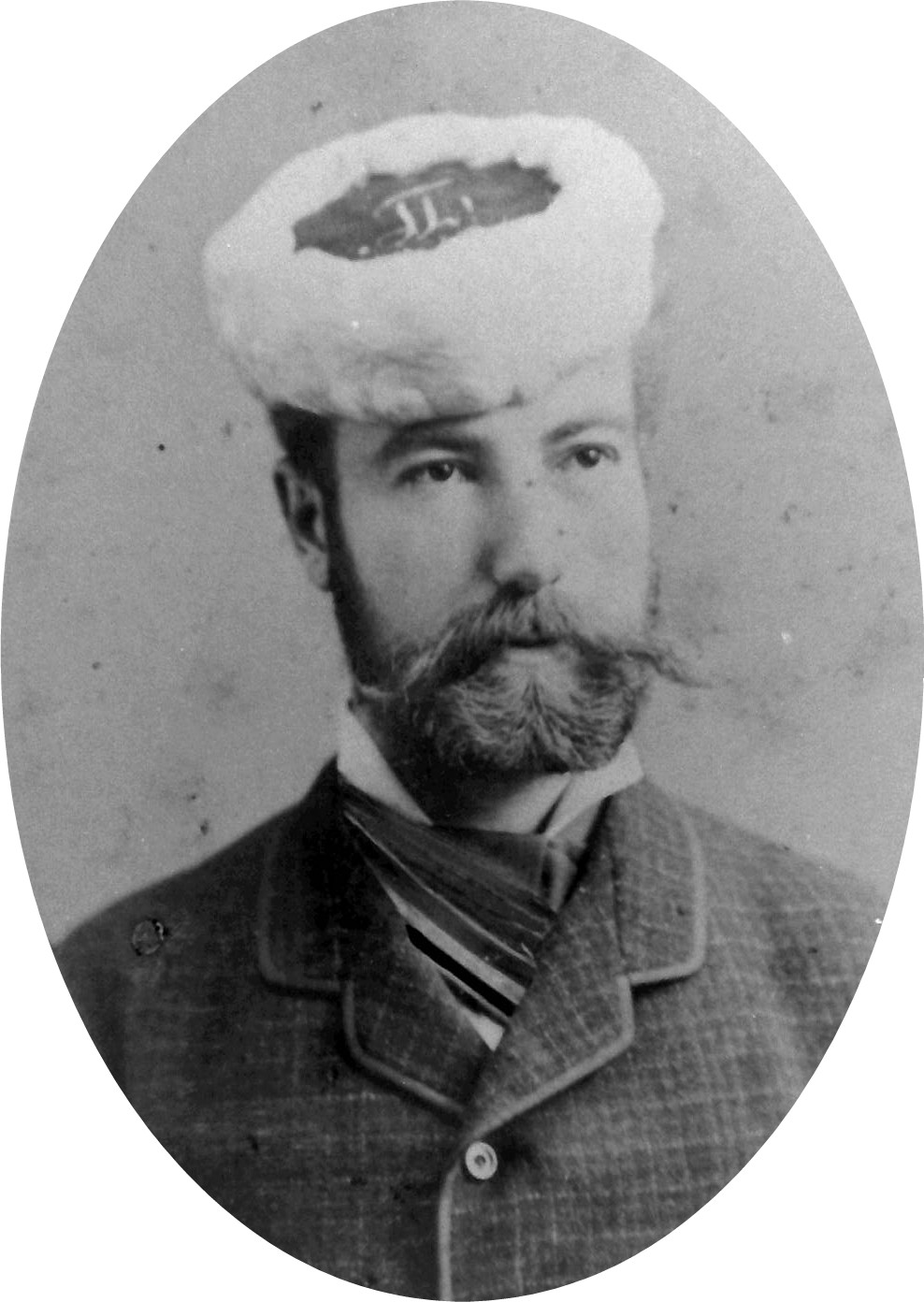
Dubler im Wintercouleur der Straßburger Schwaben

Albert Dubler  (* 3. Januar 1857 in Wohlen, Kanton Aargau; † 21. Mai 1903 ebenda) war ein Schweizer Pathologe.

## Leben
Dubler besuchte Schulen in Wohlen und Aarau. Seit 1871 ohne Vater und eher technisch orientiert, studierte er Medizin zunächst an der Universität Zürich. 1878 gehörte er zu den Stiftern des Corps Helvetia Zürich. Er wechselte an die Universität Bern und die Kaiser-Wilhelms-Universität Straßburg, wo er sich 1879 auch dem Corps Suevia Straßburg anschloss. Auch dort erwies er sich als sehr guter Fechter von Mensuren. Für den Abschluss des Studiums ging er an die Universität Basel. Mit einer pathologischen Doktorarbeit wurde er 1883 zum Dr. med. promoviert.
Im Frühjahr 1884 bereiste er Paris und England, um sich in den praktischen Fächern und in den fremden Sprachen zu vervollkommnen. Auch Wien wurde besucht. In Berlin machte er sich mit den technischen Grundlagen der Bakteriologie vertraut. Anfang 1887 trat er als Assistent in die pathologisch-anatomische Anstalt zu Basel. Er kümmerte sich um die Präparate und erstellte einen Katalog mit 5700 Nummern. Seine Habilitationsschrift befasste sich mit Eiter, einem zentralen Problem aus Pathologie und Bakteriologie. 1890 erhielt er in Basel die Venia legendi für pathologische Anatomie und einen Lehrauftrag für Bakteriologie. Am 19. Mai 1894 wurde er zum a.o. Professor ernannt. Wohl durch eine Diphtherie nierenkrank, reichte er 1897 seine Entlassung ein. Er verliess Basel und lebte im Aargau und in Paris. Sein Traum von Forschung am Institut Pasteur erfüllte sich nicht. Betreut von seiner Schwester, starb er mit 46 Jahren.

## Veröffentlichungen
- Ueber Neuritis bei Herpes Zoster. Inaugural-Dissertation. Virchows Archiv für pathologische  Anatomie 96 (1884), S. 195–234. Taf. XI. XII.
- Eine eigentümliche Cyste in der Bauchhöhle eines Neugeborenen. Virchow Archiv 111 (1888), S. 567–574.
- Ueber einen Fall von accessorischem retroperitonealem Lungenlappen. 1889.
- Ueber einen Fall von Mycosis intestinalis. (Sitzung des Basler med. Ges. 20. Dez. 1888.) Correspondenz-Blatt für Schweizer Aerzte. S. 234–237.
- Die Wirkungsweise der Bakterien auf den menschlichen Körper. Habilit.-Vorlesung 15. Juli 1890. Corr.-Bl. f. Schw. Aerzte. S. 612–624.
- Ein Beitrag zur Lehre von der Eiterung, 2. Auflage 1890
- Zwei Fälle von akuter infektiöser Phlegmone des Pharynx. Virchow Archiv 126 (1891), 438–455. (Vergi. Basler med. Ges. 11. Juni 1891: Corr.-Bl. f. Schw. Aerzte 1892. S. 79.)